# Emilio Gilolmo
Emilio Gilolmo López (Madrid) es un abogado, académico y empresario español, presidente de la Compañía de Telecomunicaciones de Chile —luego Telefónica Chile— entre los años 2006 y 2010.

## Biografía
Estudió la carrera de derecho en la Universidad Complutense de Madrid y, posteriormente, ingresó a la Escuela Diplomática de España, desde donde pasó al Banco Urquijo, primer banco de inversiones del país.
Hizo carrera en la entidad financiera y ocupó cargos de relevancia, siendo director de los departamentos inmobiliario, de relaciones exteriores e internacional. Luego saltó al estatal Banco Hipotecario y, más tarde, fue fichado por La Caixa de Barcelona. En paralelo a esta actividad dictó clases de derecho constitucional en la Facultad de Ciencias Políticas y Sociología  de la Universidad Complutense y en la Escuela Diplomática.
En 2002 ingresó al grupo Telefónica invitado por el presidente de entonces, su amigo personal César Alierta, a quien había conocido en el Urquijo cuando este era responsable de mercados y capitales.
Entre 2003 y 2006 tomó la representación de la empresa en el directorio de la firma de televisión pagada Sogecable. Ese último año le fue encargada por el propio Alierta la presidencia de la filial chilena de Telefónica, responsabilidad en la que consiguió el apoyo de los accionistas minoritarios, especialmente las AFP, para eliminar el límite de concentración de propiedad y hacer viable la OPA por cerca de US$ 850 millones lanzada por la hispana hacia fines de 2008. Tras esto, y ya con casi un 100% de la propiedad, la empresa cambió su razón social a Telefónica Chile S.A. y unificó las marcas comerciales bajo el nombre Movistar. De su periodo también destaca la libertad tarifaria conseguida del Tribunal de Defensa de la Libre Competencia a comienzos de 2009.
A fines de 2008 fue nombrado director de la nueva división de Asuntos Públicos y Relaciones Institucionales de Telefónica Latinoamérica. En 2013, en tanto, asumió como vicepresidente ejecutivo de Fundación Telefónica.
Llegó a ser patrono de la Fundación José Ortega y Gasset, entidad a la que se incorporó a fines de los años '80.
Destacó, a partir de su oposición al franquismo, como un activo miembro de organismos de defensa de la democracia y los derechos humanos.
Ha sido observador internacional de Naciones Unidas y la Unión Europea, formando parte de misiones en países como Sudáfrica, Camboya, Liberia, Etiopía, Mozambique, Zimbabue y Bosnia y Herzegovina.